# Ла Коруня (провинция)
Вижте пояснителната страница за други значения на Ла Коруня.
A Коруня (на испански: La Coruña; на галисийски: A Coruña) е най-северозападната провинция на Испания, част от автономна област Галисия. Граничи с провинциите Луго на изток и Понтеведра на юг и с Атлантическия океан на запад и север. Административен център е град Ла Коруня. Други големи градове са Сантяго де Компостела, важен религиозен и културен център и столица на Галисия, и по-индустриалният Ферол.